# 환희의 찬가
《환희의 찬가》(중국어 간체자: 欢乐颂, 정체자: 歡樂頌, 병음: Huānlè sòng 환러쑹 3[*], Ode to Joy 3 오드 투 조이 3[*])는 2022년 방송되었던 중국의 텔레비전 드라마이다.

## 줄거리
- 호텔 객실 매니저로 능력은 뛰어나지만 낮은 학력 때문에 번번이 승진에 실패하는 '주저’속을 잘 내보이지 않고, 수상한 행동으로 사람들에게 의심을 사는 금융회사 인사팀 직원 '팡즈헝' 부유함에서 오는 여유와 매너, 사람 돕는 것을 좋아하는 금수저 유학파 연구원 '예전전' 세상 물정 모르고 융통성이 없어서 주변 사람들에게 오해를 받는 에디터 '허민훙' 불우한 가정에서 자랐으며 아르바이트로 힘들게 생계를 유지하는 '위추후이' 이들은 성격, 직업, 가정, 연애 모두 다른 고민을 가지고 있지만 힘든 일이 생길 때마다 서로 위로해 주고 든든한 버팀목이 되어준다. 과연 그녀들은 화려한 상하이시에서 자신들이 원하는 행복을 찾을 수 있을까?

## 등장 인물
- 양차이위 - 팡즈헝 역
- 장자닝 - 주저 역
- 장후이원 - 허민훙 역
- 리하오페이 - 위후추이 역
- 장수잉 - 예전전 역
- 더우샤오 - 데이비드 역
- 왕안위 - 리치싱 역
- 담개 (谭凯) - 진바오루이 역
- 왕쯔젠 - 쑹팅팅 역